# Xystrota psecasta
Xystrota psecasta är en fjärilsart som beskrevs av Louis Beethoven Prout 1938. Xystrota psecasta ingår i släktet Xystrota och familjen mätare. Inga underarter finns listade i Catalogue of Life.